# Grigorij Volkonskij
Grigorij Konstantinovitj Volkonskij-Krivoj (ryska: Григорий Константинович Волконский-Кривой), född omkring 1560, död 1634, var en rysk diplomat och krigare.
Volkonskij utnämndes av Vasilij Sjujskij till vojvod, reste efter dennes kröning i diplomatiskt uppdrag till Warszawa, deltog i polsk-ryska kriget 1618 och anställdes sedan i tjelobitnyj prikaz (kansliet rörande petitioner och böneskrifter till tsaren).